# Valeriu Muravschi
Valeriu Tudor Muravschi (* 31. Juli 1949 in Sirota, Rajon Orhei, Moldauische SSR, Sowjetunion; † 8. April 2020 in Chișinău, Republik Moldau) war ein moldauischer Politiker und von 1991 bis 1992 Ministerpräsident der Republik Moldau.

## Biografie

### Aufstieg zum ersten Ministerpräsidenten Moldaus
Nach dem Schulbesuch absolvierte er ein Studium der Wirtschaftswissenschaften am Polytechnischen Institut „Serghei Lazo“ in Chișinău. Nach dem Abschluss des Studiums wurde er 1971 zunächst Leitender Wirtschaftswissenschaftler beim Staatlichen Komitee für Preise (Comitetul de Stat pentru Prețuri) der Moldauischen SSR, ehe er 1976 Leiter der Sektion Preise im Ministerium für Baumaterialindustrie (Ministerului Industriei Materialelor de Construcții) wurde. In diesem war er bis 1990 tätig und war nach einer Tätigkeit als Leitende Wirtschaftswissenschaftler der Abteilung für Wirtschaftsplanung von 1979 bis 1980 wiederum bis 1984 Leiter der Sektion Preise, ehe er 1984 bis 1988 Leiter der Sektion Finanzen war. Zuletzt war er von 1988 bis 1990 Leiter der Abteilung Wirtschaft des Ministeriums. Während der letzten Regierung der Moldauischen SSR von Ministerpräsident Mircea Druc war er von Mai 1990 bis Mai 1991 Stellvertretender Ministerpräsident Finanzminister (Ministru al Finanțelor).
Nach der Erklärung der bisherigen Moldauischen SSR zur Republik Moldau am 23. Mai 1991 wurde er am 28. Mai 1991 erster Ministerpräsident der neuen Republik. Während seiner Amtszeit folgte am 27. August 1991 zunächst die Erklärung der Unabhängigkeit und schließlich am 25. Dezember 1991 die Loslösung von der UdSSR als letzter Schritt der Unabhängigkeit. Seiner Regierung gehörten dabei zunächst folgende Minister an:
- Außenminister Nicolae Țîu
- Finanzminister Constantin Tampize
- Industrie- und Energieminister Alexandru Ion Barbu
- Minister für Landwirtschaft und Lebensmittelindustrie Andrei Sangheli
- Minister für Kultur und Religiöse Angelegenheiten Ion Ungureanu
- Justizminister Alexei Barbăneagră
- Minister für Nationale Sicherheit General Tudor Botnaru
- Innenminister General Ion Costaș

Im Laufe seiner Regierung kam es am 29. August 1991 zur Ablösung von Sicherheitsminister General Botnaru durch Anatol Plugaru. Am 5. Februar 1992 wurde Innenminister Costaș durch General Constantin Antoci ersetzt und übernahm stattdessen das neugeschaffene Amt des Ministers für Nationale Verteidigung. Darüber hinaus berief Muravschi am 24. Februar 1992 mit dem Minister für Handel und materielle Ressourcen Tudor Nicolae Slănină sowie dem Minister für Jugend, Sport und Tourismus Petru Aurel Sandulachi zwei neue Minister in seine Regierung.
Während dieser Zeit kam es im März 1992 zum Transnistrien-Konflikt. Der Konflikt mit der moldauischen Regierung schaukelte sich so weit hoch, bis die Lage schließlich eskalierte und zum offenen Bürgerkrieg ausartete. Der Krieg dauerte vom 1. März 1992 bis zum 25. Juli 1992 und konnte unter Vermittlung Russlands und dessen dort stationierter 14. Armee unter General Alexander Lebed beendet werden. Letztlich führte dieser Konflikt dazu, dass Muravschi nach etwas mehr als einjähriger Amtszeit zurücktrat und ihm am 1. Juli 1992 Andrei Sangheli als Ministerpräsident folgte.

### Zeit nach der Ablösung als Ministerpräsident
1993 gründete er die Christlich-Demokratische Nationale Landwirtschaftspartei (Partidul Național Țărănesc Creștin și Democrat) und war deren Vorsitzender bis zur Auflösung der Partei 2002. 1998 wurde er als Kandidat des unter dem Vorsitz des späteren Parlamentspräsidenten Dumitru Diacov stehenden Wahlbündnisses für Demokratie und Wohlstand (Blocului Pentru o Moldovă Democratică și Prosperă) zum Abgeordneten des Parlaments gewählt. Im Anschluss wurde er im neu konstituierten Parlament Vorsitzender des Ausschusses für Budget und Finanzen und behielt dieses Amt bis zur Parlamentswahl 2001.
Für seine Verdienste um die Republik Moldau wurde er am 31. Juli 1999 mit dem Orden „Gloria Muncii“ ausgezeichnet.
2002 schloss sich seine Christlich-Demokratische Nationale Partei mit der Partidul Renașterii și Concilierii din Moldova (PCRM) sowie der Uniunea Social-Liberală „Forța Moldovei“ (USLFM) zur Liberalen Partei (Partidul Liberal) zusammen, um einen Gegenblock zur starken kommunistischen Partei Partidul Comuniștilor din Republica Moldova unter Vladimir Voronin zu bilden. In dem neuen Vorstand der Partidul Liberal, dem der frühere Präsident Moldaus Mircea Ion Snegur als Ehrenpräsident und Veaceslav Untilă als Präsident vorstanden, wurde er neben Mihai Severovan und Anatol Țăranu Vizepräsident.